# Divadlo Druhý pád
Druhý Pád (dříve Stadec Dorost) je brněnské poloprofesionální divadlo působící v prostoru klubu Artbar. Založil ho Tomáš „Bernie“ Kadlec (bývalý finanční ředitel Studia hrdinů) pod záštitou multikulturního centra Stadion. Ideou projektu bylo vytvoření platformy pro mladé tvůrce, profesionály i amatéry, v rámci které by mohli komunikovat s veřejností.

## Historie

### Stadec Dorost na Stadecu
Multikulturní centrum Stadion vzniklo v září 2010 v bývalém sokolském stadionu na ulici Kounicova. Tzv. Stadec poskytoval multifunkční prostor pro nezávislou autorskou tvorbu v Brně (koncerty, divadelní představení, festivaly a fashion markety). Pod hlavičkou Stadecu také fungovala kavárna Kafec – prostor pro setkávání a diskuze. Stadec pravidelně využívala divadla Buranteatr, Feste, Facka, Aldente a další. Prostor byl otevřený i mimobrněnským hostujícím souborům jako například Divadlo Continuo, olomoucká Tramtárie, zlínská Malá scéna a projekty La Fabriky.               
Na konci sezóny 2010/2011 byla zahájena nová dramaturgická linie pod názvem Stadec Dorost jako platforma pro práci Tomáše Kadlece s amatéry.  Při tvorbě první inscenace Transport se volně inspirovali filmovým scénářem Modlitba pro Kateřinu Horovitzovou Arnošta Lustiga. Na Stadecu byly vytvořeny ještě dvě inscenace – Shakespearův Troilus a Kressida v Kadlecově režii a autorská inscenace Kateřiny Manclerové a Vítězslava Větrovce Brno Bezhlavě!

### Stadec Dorost bez Stadecu
Po ukončení aktivit Stadecu a odchodu Tomáše Kadlece ze souboru, ztratil Stadec Dorost domovské působiště a své inscenace od té doby realizoval formou hostování v Kabinetu múz, Klubu Leitnerova nebo prostřednictvím účasti na festivalech. Název Stadec Dorost se opuštěním stadionového prostoru vyprázdnil. Soubor se tedy stal Stadecem Dorost bez Stadecu – bez koho čeho – Druhý pád.
V klubu Leitnerova Druhý pád uvedl inscenaci Gargantua a Pantagruel v režii Vítězslava Větrovce. V Kabinetu Múz vznikla inscenace Kabaret Hašvejk v režii Jiřího Jelínka ve spolupráci s Divadlem DNO.

### Druhý pád v SOMĚ
Po roce střídání působišť se Druhému pádu naskytla možnost získat prostor pro svoji tvorbu ve sklepních prostorách Café SOMA na ulici Jana Uhra. Divadlo zahájilo své působení v SOMĚ 8. října 2013 představením Brno Bezhlavě!. S novým působištěm si Druhý pád vytyčil nový cíl, a to vytvořit z ulice Jana Uhra bulvár pro kulturní dění.   
Druhý pád v této své éře uvedl dvě nové inscenace pod vedením Terezy Lexové – Bahňáci a Městečko Palermo. Tomáš Milostný (herec souboru Husy Na provázku) režíroval v SOMĚ Tmavý obrázek aneb poslední den protidrogového agenta Chika T.. V SOMĚ také vznikla inscenace Šamrova čtverka v režii Radka Petráše, která se souborem přešla do nového prostoru, a stále je součástí aktuálního repertoáru.
S novým názvem Druhý pád se pojila otázka „Bez koho čeho?“ s odpovědí v podobě projektu Bez koho čeho? Bez vstupného!. Impulzem pro uskutečnění projektu byla snaha o rozšíření povědomí o divadle a možnost vést dialog s lidmi bez ohledu na jejich finanční možnosti. Druhý pád tedy v sezóně 2013/2014 od ledna do června v rámci projektu hrál zdarma. „Nechceme a nebudeme mluvit spisovně za vstupné. Chceme a budeme mluvit sprostě zadarmo.“

### Druhý pád v Artbaru
Po čtyřletém působení ve sklepě pod Café SOMA začal soubor pociťovat potřebu většího prostoru. Příležitostí se stal další sklep, tentokrát na ulici Štefánikova, kde prostřednictvím iniciativy Radka Petráše a finanční podpory Bohdana Špondra začal fungovat klub Artbar Druhý pád. Soubor si tak vytvořil prostor nejen pro vlastní divadelní působení, ale pro kulturní produkci obecně. Prvním ředitelem Druhého pádu byl Josef Juřík, který byl současně provozním baru Artbar. Po jeho odchodu do Prahy se v roce 2019 stala novou zvolenou ředitelkou souboru Markéta Vesna, absolventka brněnské JAMU.

## Idea a poetika Druhého pádu
Druhý pád je založen na principu spolupráce souboru neherců s poloprofesionálním nebo profesionálním vedením. Na režiích inscenací Druhého pádu se podílejí studenti JAMU nebo profesionálové.     
Tvorba Druhého pádu se často odvíjí od osobních témat vycházejících ze souboru samotného. Pro své postavy často užívají vlastní jména. Soubor funguje komunitně, jeho činnost se rozvíjí na základě přátelství a společně stráveného času.         
Vizí Druhého pádu je „dělat divadlo pro lidi“ srozumitelným jazykem promlouvajícím skrze humor. Své ideji se soubor drží i ve finanční rovině, a to prostřednictvím tzv. vstupného odchodného. Divadelníci chtějí svá představení zpřístupnit všem lidem bez ohledu na finanční možnosti, divák proto může divadlo ohodnotit až zpětně podle vlastního zážitku a finančních možností.

## Soubor
Současnými členy souboru Divadla Druhý pád jsou ředitelka Markéta Vesna, Klára Škrobánková, Bohdan Špondr, Eva Petrášová, Josef Juřík, Jan Laichman, Lucie Posoldová, Václav Dvořák, Ondřej Hrbáč, Radek Petráš, Jana Kalvodová, Jana Filová, Zuzana Kuricová, Ivo Krejčiřík, Jakub Kadlec a hudebník Martin "Marthen" Krajíček.           
Významnými osobnostmi pro vznik a rozvoj Druhého pádu jsou zakladatel Tomáš „Bernie“ Kadlec, majitelé Artbaru Radek Petráš a Bohdan Špondr.

## Inscenace
Odderniérované:
- Transport – inspirováno filmovým scénářem Arnošta Lustiga Modlitba pro Kateřinu Horovitzovou, kolektivní režie Tomáše Kadlece, Hany Mikoláškové, Patrika Bořeckého a Terezy Lexové, premiéra v sezóně 2010/2011
- Troilus a Kressida -  autor: William Shakespeare, režie Tomáš Kadlec, datum premiéry není známo
- Gargantua a Pantagruel – autor: Fancois Rabelais, režie Vítězslav Větrovec, datum premiéry není známo
- Kabaret Hašvejk – ve spolupráci s Divadlem DNO, režie Jiří Jelínek, datum premiéry není známo
- Bahňáci – režie Tereza Lexová, premiéra v sezóně 2014/2015
- Třešňový sad – režie Markéta Vesna, premiéra v sezóně 2017/2018
- Umčo (obraz) – hra Obraz od Jasminy Rezy, režie Radek Petráš, premiéra v sezóně 2017/2018
- Jak vyrobit potlesk – režie Markéta Vesna, premiéra v sezóně 2017/2018

Aktuálně na repertoáru:
- Brno Bezhlavě! – autorská hra Kateřiny Manclerové a Vítězslava Větrovce, datum premiéry není známo
- Městečko Palermo – režie Tereza Lexová, premiéra sezóně 2014/2015
- Tmavý obrázek aneb poslední den protidrogového agenta Chika T. – režie Tomáš Milostný, datum premiéry není známo
- Šamrova čtverka – autorská hra Jakuba Kadlece, režie Radek Petráš, premiéra v sezóně 2016/2017
- Adame! Evo! – režie Markéta Vesna, pohybová báseň na motivy básně Karla Šiktance Adam a Eva a její předmluvy Modlitba k bohyni paměti, premiéra v sezóně 2018/2019[4]
- Franczeska – režie Markéta Vesna, autorská hra o jinakosti a LGBTQ problematice, premiéra v sezoně 2019/2020[7]
- Živa – režie Markéta Vesna, autorská hra o ženské rodové linii a zbytnosti přenosu nenávisti z matky na dceru, premiéra v sezoně 2021/2022[7]
- tao teď! Inc. – režie Markéta Vesna, autorská hra s prvky performance, premiéra v sezoně 2021/2022[7]